# Громадянська війна

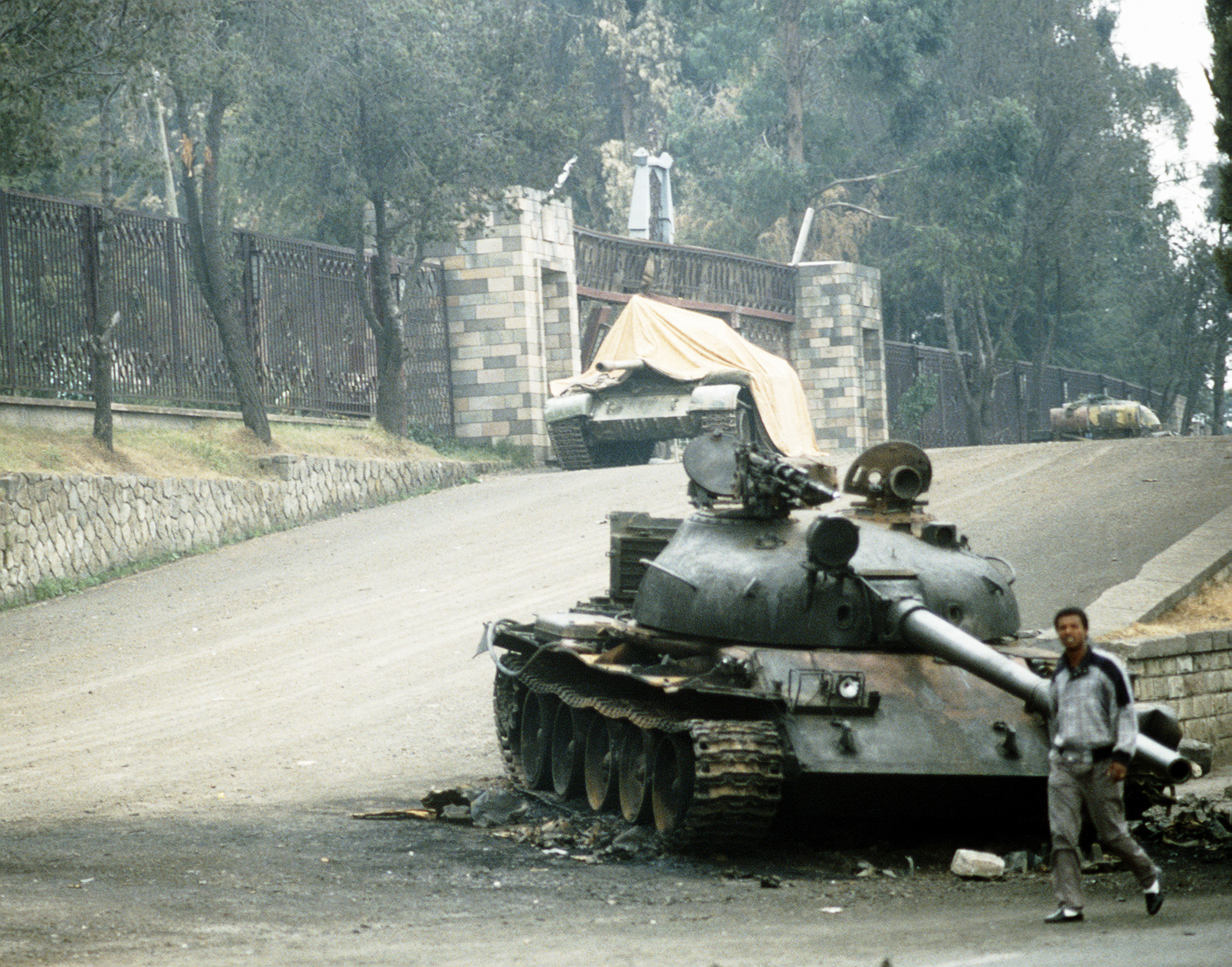
Підбитий танк Т-62 після входження повстанців до Аддис-Абеби в кінці Громадянської війни в Ефіопії, 1991 рік.

Громадя́нська війна́ — військова боротьба за владу між громадянами одного суспільства чи держави  Поняття громадянська війна пішло від латинського bellum civile, яким використовувався для позначення громадянських воєн у Стародавньому Римі.
Найдавніші відомі в історії громадянські війни — громадянські війни в стародавньому римському суспільстві. При дослідженні будь-якої громадянської війни дослідники виділяють основне протиріччя, через яке точилась дана війна, а також дві основні суспільні групи (класи), боротьба між якими визначала характер цієї війни.
Від повстань, бунтів та заколотів громадянська війна відрізняється масштабами та інтенсивністю військових дій. Громадянська війна характеризується тривалістю, великою кількістю жертв і значною витратою ресурсів. Часто в громадянських війнах використовують регулярні збройні сили.

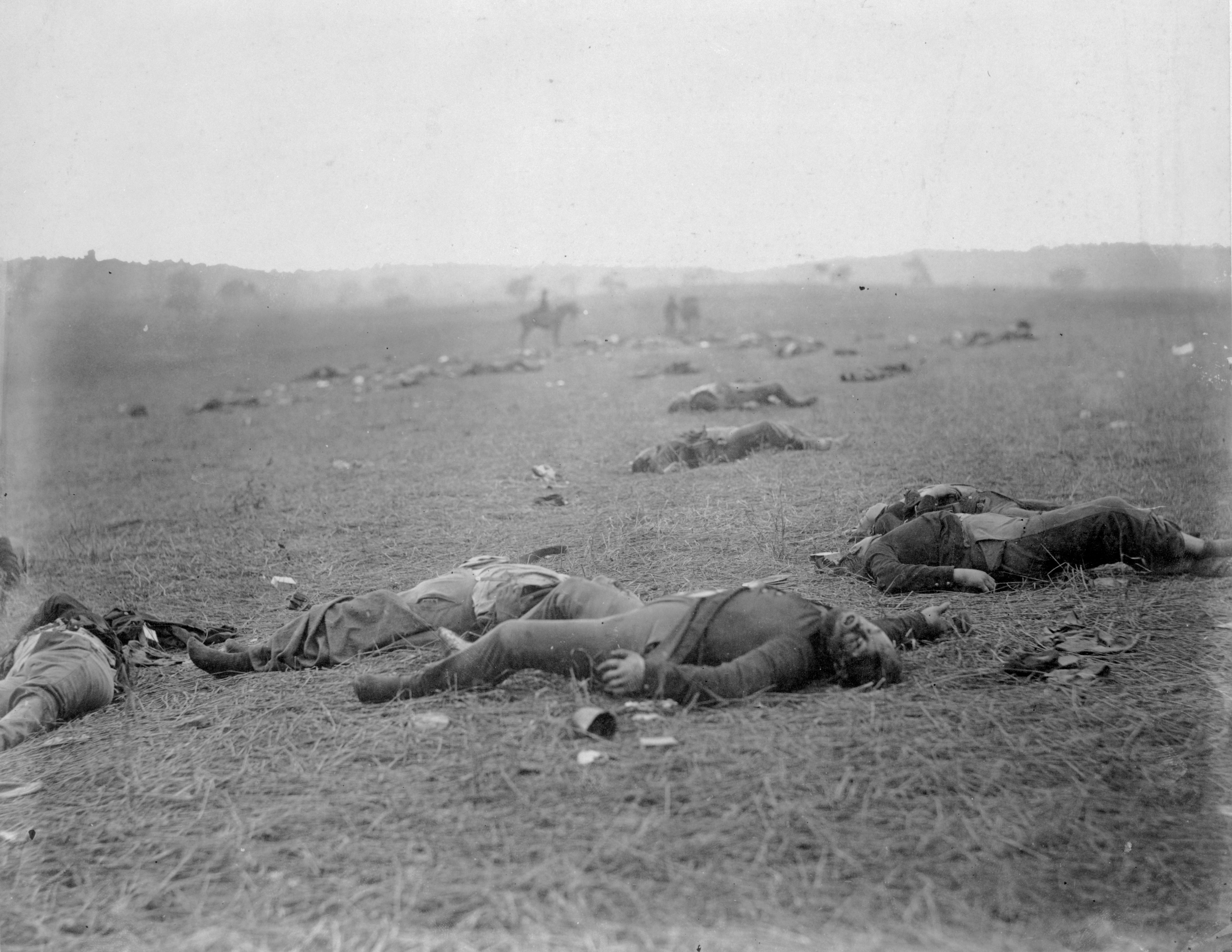
Після битви під Геттісбургом під час Громадянської війни в США, 1863

Прикметою 20 століття стало зростання середньої тривалості громадянських воєн з одного — півтора року у 1900—1944 роках до чотирьох років у другій половині 20 століття (після Другої світової війни). І хоча темпи появи нових громадянських воєн починаючи з середини 19-го століття були відносно сталими, однак збільшення тривалості громадянських воєн призвело до збільшення кількості воєн, які ведуться одночасно в будь-який час. Наприклад, у першій половині 20-го століття одночасно велось не більше п'яти громадянських воєн, а наприкінці холодної війни (у 80-х роках 20-го століття) одночасно велось понад 20 громадянських воєн. У громадянських війнах, починаючи з 1945 року, загинуло понад 25 мільйонів осіб, вони призвели також до насильницького переселення багатьох мільйонів інших. Наслідком громадянських воєн неодмінно стає колапс економіки. М'янма, Уганда та Ангола є прикладами країн, які мали великі економічні перспективи перед початком у них громадянських воєн, але війни змінили їхнє економічне становище.

## Визначення

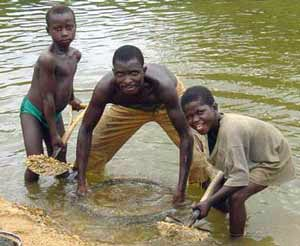
Економічна залежність від сировинних товарів, такі як алмази, що видобуваються цими дітьми в Сьєрра-Леоне, корелюється з підвищеним ризиком громадянської війни. (Див. також Конфліктні алмази).

Джеймс Ферон визначає громадянську війну як «насильницький конфлікт всередині країни, який ведеться організованими групами з метою захоплення влади в центрі чи в регіоні, або для зміни державного ладу». Енн Хіронака вказує, що однією зі сторін громадянської війни є держава. Деякі політологи визначають громадянську війну як таку, внаслідок якої гине більш ніж 1000 осіб, а інші вказують втрати у 100 осіб з кожного боку. Дані корелятів війни широко використовуються дослідниками конфліктів та визначають громадянською війною конфілікт, внаслідок якого загинуло понад 1000 осіб на рік. Ця умовна межа, наприклад, становить малу частку від мільйонів убитих під час Другої громадянської війни у Судані і Громадянської війни в Камбоджі, але, поряд з тим, не включає низку конфліктів, які отримали широкий розголос, наприклад, Конфлікт у Північній Ірландії або Проблема Ольстеру та боротьбу Африканського Національного Конгресу під час апартеїду в Південній Африці.
Якщо прийняти за критерій визначення громадянської війни 1000 смертей на рік, то в період з 1816 року до 1997 року було 213 громадянських воєн, 104 з яких відбулися після 1944 року. Якщо прийняти менш жорсткий критерій у 1000 смертей за весь період війни, то з 1945 по 2007 рік таких воєн було 90, а в 2007 році все ще тривали 20.

### Женевські конвенції
Женевські конвенції про захист жертв війни не визначають терміну громадянська війна, але визначають критерії для «збройних конфліктів неміжнародного характеру», куди входять громадянські війни. Серед цих критеріїв:
- Повстала сторона володіє частиною національної території
- Цивільні органи влади повсталої сторони повинні де-факто контролювати населення у визначеній частині національної території
- Повсталі повинні мати певне визнання, як одна зі сторін війни
- Легальний уряд повинен вдатися до використання регулярних військ проти повсталих, організованих як збройна сила.

## Дослідження причин громадянських війн
Основною проблемою, яку намагаються розв'язати дослідники громадянських воєн, є співвідношення між утисками й жадобою серед причин, які їх викликають. Простіше кажучи, чи є причиною громадянської війни етнічні, соціальні чи релігійні розбіжності між людьми одного суспільства, чи за виникненням громадянської війни стоять економічні інтереси. Аналіз підтверджує висновок, що економічні та структурні фактори важливіші, ніж фактори ідентифікації груп населення.

### Модель Кольє-Геффлера

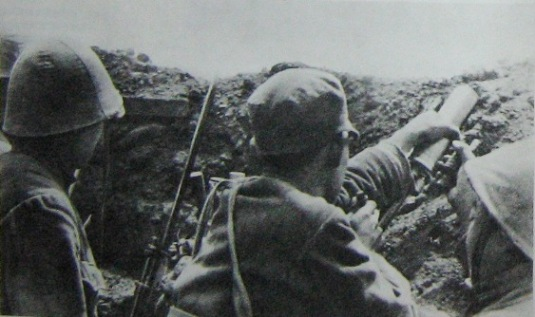
Солдати-комуністи під час битви під Сипіном, Громадянська війна в Китаї, 1946 рік

Дослідження громадянських воєн фахівцями з Світового банку на початку 2000-х сформулювали модель Кольє-Геффлера, яка визначає фактори, що збільшують ризик виникнення громадянської війни. Модель проаналізувала 78 п'ятирічних періодів від 1960 по 1999 роки, в яких виникали громадянські війни і для порівняння 1167 п'ятирічних періодів без громадянських воєн, шукаючи кореляції з різними факторами. Серед факторів, що мали статистично-значимий ефект були:
- Наявність фінансування

Громадянська війна вимагає ресурсів, тому її ризик вищий у країнах, які їх мають. Додатковим фактором є можливість фінансування з-за кордону.
- Фактор втрачених можливостей

Громадянська війна менш ймовірна там, де вищий рівень освіти й юнаки, що мали б складати основу військових сил, втратили б можливості успішної кар'єри у випадку війни. Нерівність розподілу доходів, проте, не корелювала з громадянськими війнами.
- Військові переваги

Високий рівень розосередження населення і, меншою мірою, наявність гірського рельєфу підвищували ймовірність конфлікту. Обидва ці фактори сприяють повстанцям, оскільки населення, розосереджене в районах, прилеглих до кордонів, важче контролювати, ніж населення, сконцентроване в центральних районах, а гори — це місцевість, де повстанці можуть знайти притулок. Пересічена місцевість була названа одним з найбільш важливих факторів в систематичному огляді 2006 року.
- Утиски й ображеність

Серед можливих факторів утисків та ображеності до збільшення ймовірності війни призводить тільки етнічне домінування. Цьому фактору протидіє релігійна роздрібненість.
- Кількість населення

Різноманітні фактори, що сприяють підвищенню ризику громадянської війни, зростають зі збільшенням чисельності населення. Ризик громадянської війни зростає приблизно пропорційно до чисельності населення країни.
- Часовий фактор

Чим більше часу пройшло з моменту останньої громадянської війни, тим менше ймовірність того, що конфлікт може повторитися.

### Інші причини
Еволюційний психолог Сатосі Канасава стверджує, що однією з важливих причин конфліктів між різними групами може бути відносна доступність жінок репродуктивного віку. Він виявив, що багатоженство значно збільшує частоту громадянських воєн, але не міждержавних конфліктів. Ґледіч зі співавторами не знайшов зв'язку між етнічними групами з багатоженством та підвищеною частотою громадянських воєн, але визнають, що народи, в яких законодавчо дозволено багатоженство частіше переживають громадянські війни, а надання жінкам додаткових прав жінками пов'язане зі зменшенням кількості громадянських воєн.

## Тривалість громадянських війн
Енн Хіронака поділяє сучасні громадянські війни на ті, що відбулися до 19-го століття, в 19-му столітті та на початку 20-го та в кінці 20-го століття. У 19 столітті в Європі тривалість громадянських війн значно зменшилась, в основному через природу війни як боротьбу за центральну владу в країні, міцність централізованих урядів і швидке та вирішальне втручання в конфлікт інших країн для підтримки уряду. Після 2-ї Світової війни тривалість конфліктів зросла порівняно з 19 століттям, в цілому через слабкість багатьох постколоніальних країн та втручання багатьох країн по обидва боки конфлікту. Основною спільною рисою громадянських війн є те, що вони відбуваються у слабких країнах.

### Громадянські війни 19-го і початку 20-го століття
Громадянські війни 19-го та початку 20-го століття були нетривалими; громадянські війни в період між 1900 та 1944 роками в середньому тривали один чи півтора року. У більшості випадків держава вбачалася впливовим центром, а війни велися за контроль над цим центром. Це означало, що той, хто контролює столицю та збройні сили, міг вдало протистояти повстанню. Повстання, якому не вдавалося швидко захопити столицю та взяти під контроль збройні сили, було приречене на швидке придушення. Наприклад, повстання Паризької комуни 1871 року майже повністю відбулося у Парижі і швидко завершилося з переходом армії на бік версальського уряду і захопленням столиці.
Потужність недержавних суб'єктів призвела до зниження ролі суверенітету у 18 та 19 століттях з подальшим зменшенням кількості громадянських війн. Наприклад, пірати Барбарії були де-факто визнані як окремі держави завдяки своїй військовій силі, тож не мали потреби повставати проти Оттоманської імперії, номінально зверхньої держави, задля визнання власного суверенітету.Вірджинія та Массачусетс у складі США, навпаки, не мали суверенного статусу, але мали значну політичну та економічну незалежність, що вкупі зі слабким державним контролем виключало потребу у відокремленні.
Дві основні світові державні системи, монархія та демократія, призвели до кількох громадянських війн. Втім, бі-полярний світ, поділений між двома ідеологіями, не розвивався в основному через переважання монархізму впродовж майже всього часу. Монархісти провадили практику вторгнень в інші країни задля того, щоб зупинити демократичні рухи, що беруть владу у свої руки та формують демократичні уряди, вбачаючи у цьому небезпеку та непередбачуваність. Великі Держави (визначені Віденським конгресом як Велика Британія, Габсбургська Австрія, Прусія, Франція і Росія) часто погоджували інтервенції в громадянські війни інших країн майже завжди на боці діючого уряду. Завдяки силі Великих Держав, ці інтервенції майже завжди ставали вирішальними та призводили до швидких закінчень громадянських війн.
Втім, існували винятки із загальної короткої тривалості громадянських війн даного періоду. Громадянська війна у США (1861—1865) була незвичною як мінімум з двох причин: йшла боротьба як за місцеві звичаї, так і за політичну ідеологію, і завершилася внаслідок виснаження однієї зі сторін, а не захопленням столиці, що було нормою. Громадянська війна в Іспанії (1936—1939) була винятковою тим, що обидві сторони отримували допомогу від інших країн: Німеччина, Італія і Португалія підтримували лідера опозиції Франсіско Франко, в той час, як Франція та Радянський Союз надавали допомогу уряду. (див. Посередницька війна).

### Втручання зовнішніх сил
Починаючи з 1945 року, відбулася величезна кількість міжнародних втручань у громадянські війни, які, як дехто стверджує, сприяли продовженню воєн. Згідно з Патріком М. Ріганом у його книзі «Громадянські війни та іноземні держави» (2000), близько 2/3 зі 138 внутрішньодержавних конфліктів між кінцем Другої світової війни та 2000 роком стали об'єктом міжнародного втручання, причому Сполучені Штати втручалися у 35 з цих конфліктів. Хоча втручання практикувалося відтоді, як існує міжнародна система, його природа суттєво змінилася. Стало звичним явищем, коли як держава, так і опозиційна група отримували іноземну підтримку, що дозволяло війнам продовжуватися далеко за межами того моменту, коли внутрішні ресурси були вичерпані. Наддержави, такі як європейські великі держави, завжди без жодних докорів сумління втручалися у громадянські війни, які зачіпали їхні інтереси, тоді як віддалені регіональні держави, такі як Сполучені Штати, могли оголосити інтервенціоністську доктрину Монро 1821 року щодо подій на своєму центральноамериканському «задньому дворі». Однак велика кількість населення слабких держав після 1945 року дозволила втрутитися колишнім колоніальним державам, регіональним державам і сусіднім державам, які самі часто мали обмежені ресурси.

### Ефективність втручання
Ефективність втручання широко обговорюється, частково через те, що в даних є похибка відбору; як стверджує Фортна, миротворці самі обирають собі складні випадки. Враховуючи цей ефект, Фортна вважає, що миротворчість є надзвичайно успішною у скороченні тривалості воєн. Однак інші вчені з цим не погоджуються. Кнаус і Стюарт вкрай скептично ставляться до ефективності втручань, вважаючи, що вони можуть спрацювати лише тоді, коли здійснюються з надзвичайною обережністю і чутливістю до ситуації — стратегія, яку вони називають «принциповим інкременталізмом». На їхню думку, небагато інтервенцій продемонстрували такий підхід. Інші вчені пропонують більш конкретну критику; наприклад, Дубе і Найду показують, що американська військова допомога, яка є менш традиційною формою втручання, схоже, потрапляє до воєнізованих формувань, що призводить до ескалації насильства. Вайнштейн вважає, що інтервенції можуть порушити процеси «автономного відновлення», коли громадянська війна сприяє розбудові держави.
В середньому, громадянська війна з міждержавним втручанням була на 300% довшою, ніж без нього. Якщо деталізувати, то громадянська війна з втручанням лише з одного боку є на 156% довшою, тоді як коли втручання відбувається з обох сторін, середня тривалість громадянської війни збільшується ще на 92%. Якщо одна з держав, що втручається, є наддержавою, громадянська війна триває на 72% довше; такий конфлікт, як громадянська війна в Анголі, в якому відбувається двостороннє іноземне втручання, в тому числі з боку наддержави (фактично, двох наддержав у випадку Анголи), буде в середньому на 538% довшим, ніж громадянська війна без будь-якого міжнародного втручання.

### Вплив холодної війни

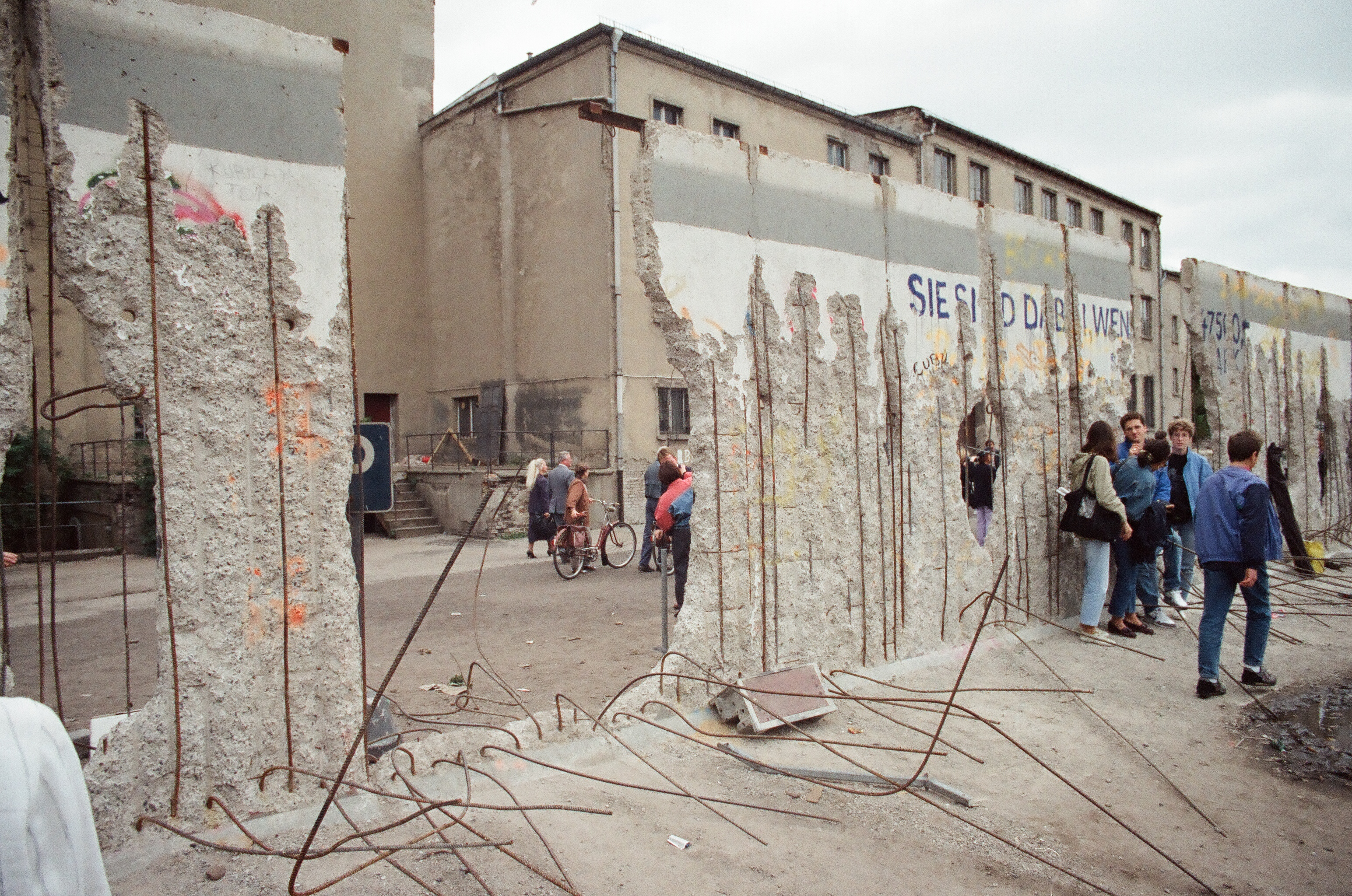
Падіння та знесення Берлінський мур на КПП Чарлі. (1990)

Холодна війна (1947—1991) забезпечила глобальну мережу матеріальної та ідеологічної підтримки, яка часто сприяла увіковічненню громадянських війн, що здебільшого велися у слабких колишніх колоніальних державах, а не у відносно сильних державах, які входили до Варшавського договору та Організації Північноатлантичного договору. У деяких випадках наддержави накладали ідеологію холодної війни на локальні конфлікти, а в інших — місцеві гравці, які використовують ідеологію холодної війни, привертали увагу наддержави, щоб отримати підтримку. Якщо використовувати окрему статистичну оцінку, яку використовували вище для інтервенцій, то громадянські війни, в яких брали участь про- або антикомуністичні сили, тривали на 141 % довше, ніж середній конфлікт без холодної війни, а громадянські війни часів холодної війни, що привернули втручання наддержави, призвели до того, що війни, як правило, тривали втричі довше, ніж інші громадянські війни. І навпаки, закінчення холодної війни, що ознаменувалося падінням Берлінської стіни 1989 року, призвело до скорочення тривалості громадянських воєн часів холодної війни на 92 % або, інакше кажучи, до десятикратного збільшення швидкості врегулювання громадянських воєн часів холодної війни. До числа тривалих громадянських конфліктів, пов'язаних із холодною війною, які припинилися, належать війни в Гватемалі (1960—1996), Сальвадорі (1979—1991) і Нікарагуа (1970—1990).

### Після 2003 року
На думку Барбари Ф. Волтер:
громадянські війни після 2003 року відрізняються від попередніх громадянських воєн трьома разючими особливостями. По-перше, більшість з них відбуваються в країнах з мусульманською більшістю населення. По-друге, більшість повстанських груп, що беруть участь у цих війнах, сповідують радикальні ісламістські ідеї та цілі. По-третє, більшість цих радикальних груп переслідують транснаціональні, а не національні цілі.
Вона стверджує, що
що трансформація інформаційних технологій, особливо поява Інтернету 2.0 на початку 2000-х років, є великою інновацією, яка, ймовірно, є рушійною силою багатьох з цих змін.

### Наслідки
Громадянські війни часто мають серйозні економічні наслідки: за оцінками двох досліджень, кожен рік громадянської війни знижує зростання ВВП країни приблизно на 2%. Вона також має регіональний ефект, зменшуючи зростання ВВП сусідніх країн. Громадянські війни також можуть замкнути країну в конфліктній пастці, де кожен конфлікт збільшує ймовірність виникнення конфлікту в майбутньому.